# Departamento de Loncopué
Departamento de Loncopué är en kommun i Argentina.   Den ligger i provinsen Neuquén, i den sydvästra delen av landet, 1 100 km väster om huvudstaden Buenos Aires. Antalet invånare är 6 457. Arean är 5 506 kvadratkilometer.
Terrängen i Departamento de Loncopué är kuperad åt sydost, men åt nordväst är den bergig.
Omgivningarna runt Departamento de Loncopué är i huvudsak ett öppet busklandskap. Trakten runt Departamento de Loncopué är nära nog obefolkad, med mindre än två invånare per kvadratkilometer.